# Anton Žnideršič
Anton Žnideršič, slovenski čebelar in gospodarstvenik, * 13. marec 1874, Ilirska Bistrica, † 21. december 1947, Ljubljana.

## Življenje in delo
Ljudsko šolo je obiskoval v rojstnem kraju, 4. razrede nemške gimnnazije v Kočevju, nato je ob očetovi smrti prevzel precej zadolženo domačo posest, trdo delal in kmalu poravnal dolgove. Že od mladosti se je zanimal za čebele in pridobitno čebelarstvo, v začetku 20. stoletja je gojil okoli 500 družin. S prebiranjem nemške literature si je obogatil teoretično znanje, s praktičnim delom pa ugotovil pomanjkljivosti kmečkega čebelarstva ter neustreznost najbolj razširjenega panja, starega kranjiča, za trgovsko  poslovanje in prevažanje čebel na pašo. Preizkusil je razne modele in se sprva odločil za panj nemškega čebelarja F. Gerstunga z listnimi satniki (26 x 41 cm), a tudi ta ni bil primeren za prevažanje čebel. Začel je sam sestavljati panj racionalnih mer, ki bi v naših vremenskih razmerah omogočal hiter razvoj čebeljih družin, večje pridelke medu in voska ter prevažanje na pašo. Zgledoval se je po italijanskem čebelarju O. Albertiju in oblikoval panj z večjimi satniki, ki stoje podolgoma na prečnih palicah in so enake mere v spodnjem plodišču in zgornjem medišču; s premeščanjem zaleženih satov se zadržuje in preprečuje rojenje ter s tem pospešuje marljivost čebel. Ta panj se je spočetka imenoval Alberti-Žnideršičev panj ali kratko AŽ panj oziroma žnideršičevec. Panj se je uveljavil po vsej Sloveniji in tudi drugje, predvsem na Hrvaškem.
V Ilirski Bistrici je ustanovil trgovino s čebelarskimi pripomočki, strojarno in 1899 Pekatete -  Prvo kranjsko tovarno testenin ter 1925 njeno podružnico v Ljubljani. Leta 1930 se je pred italijanskim fašističnim pritiskom umaknil v Ljubljano. Bil je več let predsednik Združenja industrijalcev in trgovcev za Dravsko banovino ter častni član Slovenskega čebelarskega društva. Je avtor številnih strokovnih člankov v domačih in tujih časopisih ter več samostojnih publikacijah o čebelarstvu in gospodarstvu.
Ob 150-letnici njegovega rojstva je Primorsko numizmatično društvo Ilirska Bistrica izdalo spominski žeton bistriški belič.